# Ronda Urbana Norte (Sevilla)
La Ronda Urbana Norte es una vía de circulación interior de la ciudad de Sevilla, España. Fue creada siguiendo las directrices del Plan General de Ordenación Urbana de 1987, con motivo de las reformas que se realizaron en la ciudad previamente a la celebración de la Exposición Universal de 1992. El trazado de la vía tiene una longitud aproximada de 4.100 metros. Enlaza el distrito Macarena con el distrito Norte. Está formada por varios tramos, el primero (avenida de las Juventudes Musicales) de los cuales une la glorieta Olímpica con la avenida de Doctor Fedriani. El segundo tramo de gran anchura une la confluencia anteriormente citada con la calle Parque Sierra de Castril y la avenida de Alcalde Manuel de Valle. El tercer tramo enlaza la confluencia anteriormente citada con el nudo de la Gota de Leche (SE-30 y A-4).

## Tramos
| Tramo | Año servicio   | km      |
| --- | -------------- | ------- |
| Avenida de las Juventudes Musicales Tramo: A-8083 Glorieta Olímpica - Avda. Doctor Fedriani Acceso al Puente del Alamillo desde la Glorieta Olímpica Remodelación de Rotonda de San Lázaro | 1990 1992 2005 | 0,4 - - |
| Ronda Urbana Norte Tramo: Avda. Doctor Fedriani - Avda. Alcalde Manuel de Valle Paso inferior de Glorieta Berrocal                                                                         | 1990 1992      | 0,9 -   |
| Ronda Urbana Norte Tramo: Avda. Alcalde Manuel de Valle - SE-30 A-4 Nudo de la Gota de Leche Paso superior del Parque de Miraflores                                                        | 1990 2008      | 2,8 -   |